# Inge King
Ingeborg Victoria King (nacida Neufeld; Berlín, 26 de noviembre de 1915-Melbourne, 24 de abril de 2016) fue una escultora australiana de origen alemán.
Inge King (nacida Ingeborg Viktoria Neufeld) nació en Berlín el 26 de noviembre de 1915, la más joven de cuatro hermanas de una familia judía adinerada. Su infancia fue la típica de una niña de su clase y tiempo en una ciudad europea. Pero después de la Primera Guerra Mundial, las condiciones en Alemania se volvieron difíciles. La época  de la República de Weimar (1918-1933) destacó culturalmente pero socialmente fue muy inestable. Las condiciones de vida empeoraron por la hiperinflación de principios de la década de 1920 y la depresión de 1929. La familia Neufeld también se vio afectada. El padre de Neufeld murió en 1930, ella tenía 14 años y la familia se había empobrecido. Las hermanas mayores la ayudaron a quedarse en la escuela hasta que terminó sus estudios, en 1932. Le hubiera gustado haber ido a la universidad, posiblemente para estudiar medicina, pero no había dinero para eso.
King tenía 17 años cuando Hitler llegó al poder, el 30 de enero de 1933. Dos de sus hermanas mayores, ya casadas, decidieron emigrar: una a Palestina, otra a los EE. UU. DE modo que en 1934, a los 18 años, King estaba sola. Se fue a vivir con otros jóvenes a una pequeña comuna sionista, donde trabajaba a cambio de comida y alojamiento. De esta experiencia contó que le enseñó a ser independiente y, más importante, a sobrevivir sin dinero. 
King estaba empezando a pensar en ser artista, aunque esta era realmente una segunda opción. Pero el arte era algo que podía hacer con mínimos recursos, siempre y cuando pudiera mantenerse sola. King se sentía atraída tanto por la escultura medieval como por la escultura expresionista, parte importante del arte vanguardista alemán. Y particularmente por el trabajo del escultor de madera, Ernst Barlach (1870-1938). Para los nazis tal arte era decadente (Entartete Kunst) e intentaron suprimirlo. King visitó a la artista Käthe Kollwitz (1867-1945), cuyo trabajo admiraba. El consejo de Kollwitz a King sobre la carrera de arte fue "No la hagas si puedes evitarlo. Es tan difícil". Pero King siguió con  su carrera y declaró que no se había arrepentido, aunque estuvo de acuerdo con Kolwitz en que era difícil.
Fue alumna de Hermann Nonnenmacher (1892-1988) durante 1936 y 1937. En octubre de 1937 fue admitida en la Academia de las Artes de Berlín. Fue autora de muchas obras en espacios públicos y privados.

## Selección de obras

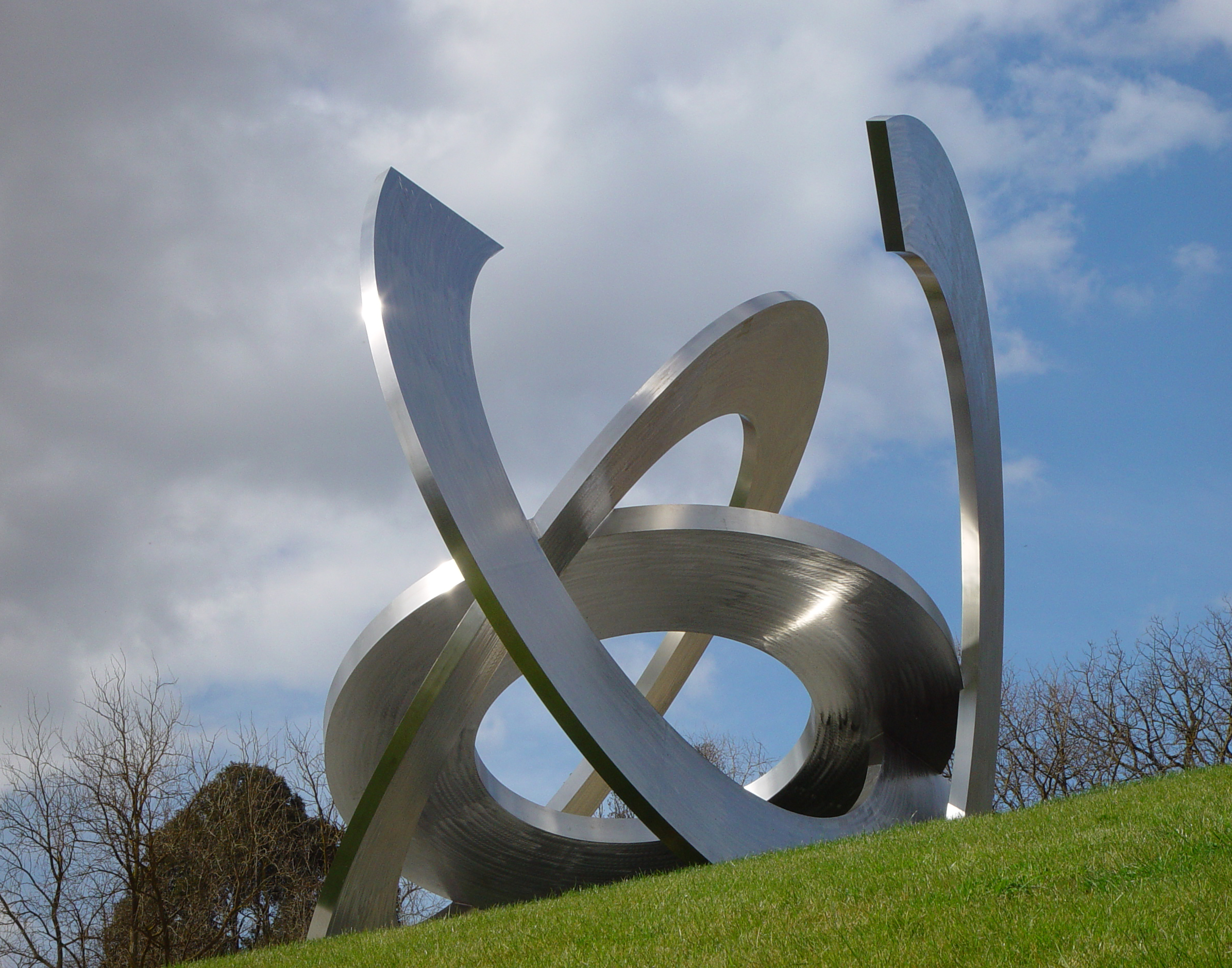
Anillos de Saturno (2005–2006), Melbourne

- Flower Dancer (1948), National Gallery of Victoria, Melbourne
- Oracle (1966)
- Encounter (1968), La Trobe University Sculpture Park, Melbourne-Bundura
- Fred Schonell Memorial Fountain (1971), University of Queensland, Brisbane
- Royal Australian Air Force Memorial (1973), Anzac Parade, Canberra
- Black Sun (1975), National Gallery of Victoria, Melbourne
- Dialogue of Circles (1976), La Trobe University Sculpture Park, Melbourne-Bundura
- Forward Surge (1976 erigido en 1981) The Arts Centre, Melbourne,
- Temple Gate (1976/1977) Skulpturenpark der National Gallery of Art, Canberra
- Lunar Image (1980) Museo de Galería de Arte del Northern Territory (MAGNT) Darwin, Northern Territory
- Sun Ribbon (1982) Union Lawn, Universidad de Melbourne, Melbourne
- Jabaroo (1984/1985) McClelland Gallery and Sculpture Park, Langwarrin, Victoria
- Silent Gong (1989)
- Island Sculpture (1991) McClelland Gallery and Sculpture Park, Langwarrin, Victoria
- Shearwater (1994/1995) Southbank, Melbourne
- Guardian Angel (1995) Deakin Museum of Art, Deakin University, Melbourne
- Moonbird (1999 en nombre del Fondo Australia) residencia del primer ministro The Lodge, Canberra
- The Sentinel (2000) Eastern Freeway in Melbourne
- Wandering Angel (2000) Skulpturenpark der National Gallery of Art, Canberra
- Rings of Saturn (2005/2006) Heide Museum of Modern Art,  Manningham City, Bulleen, Victoria
- Rings of Jupiter (3) (2006) National Gallery of Victoria, Melbourne
- Red Rings (2008), Eastlink Motorway in Melbourne

## Galería

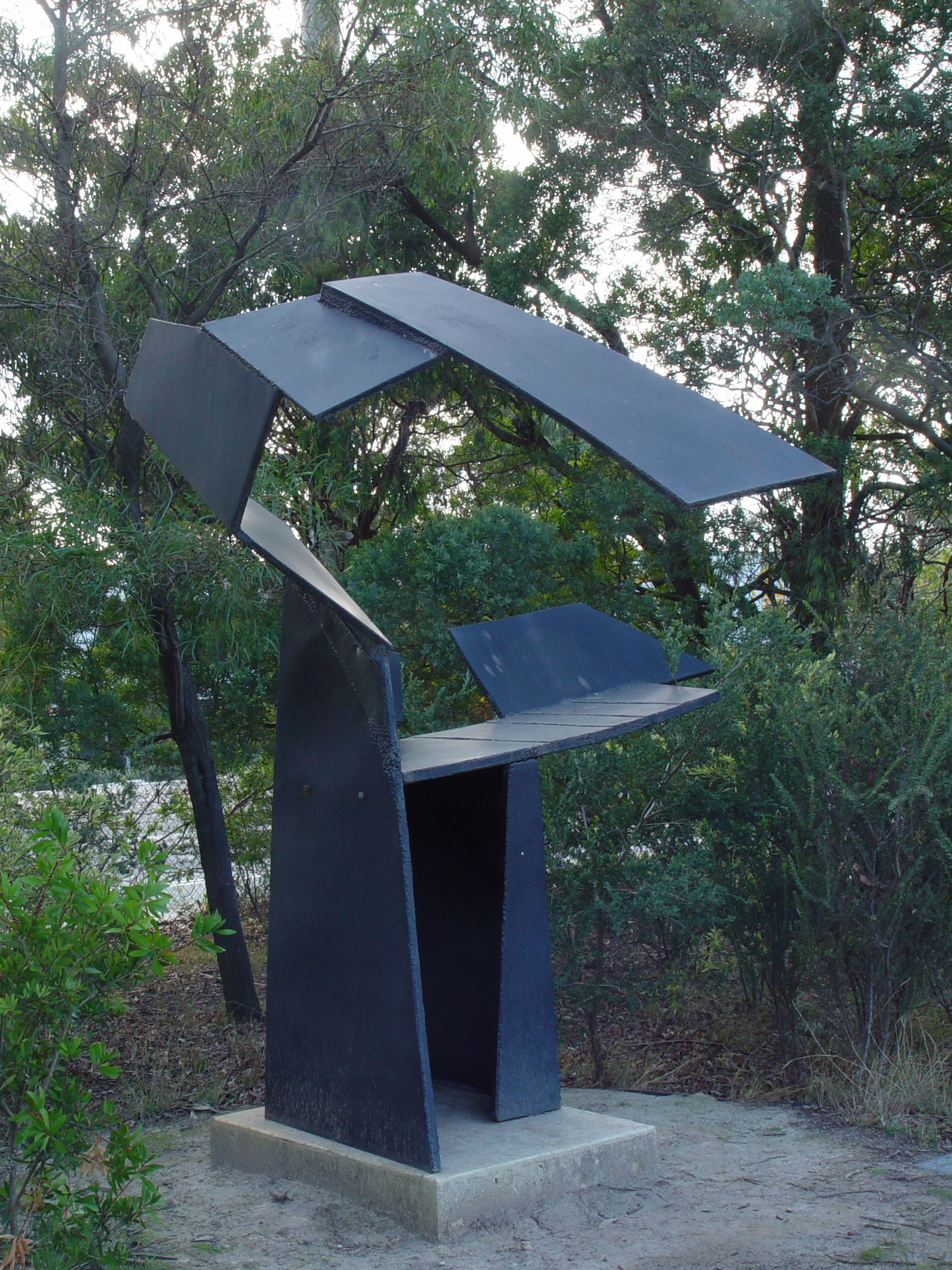
Flight Arrested (1964)
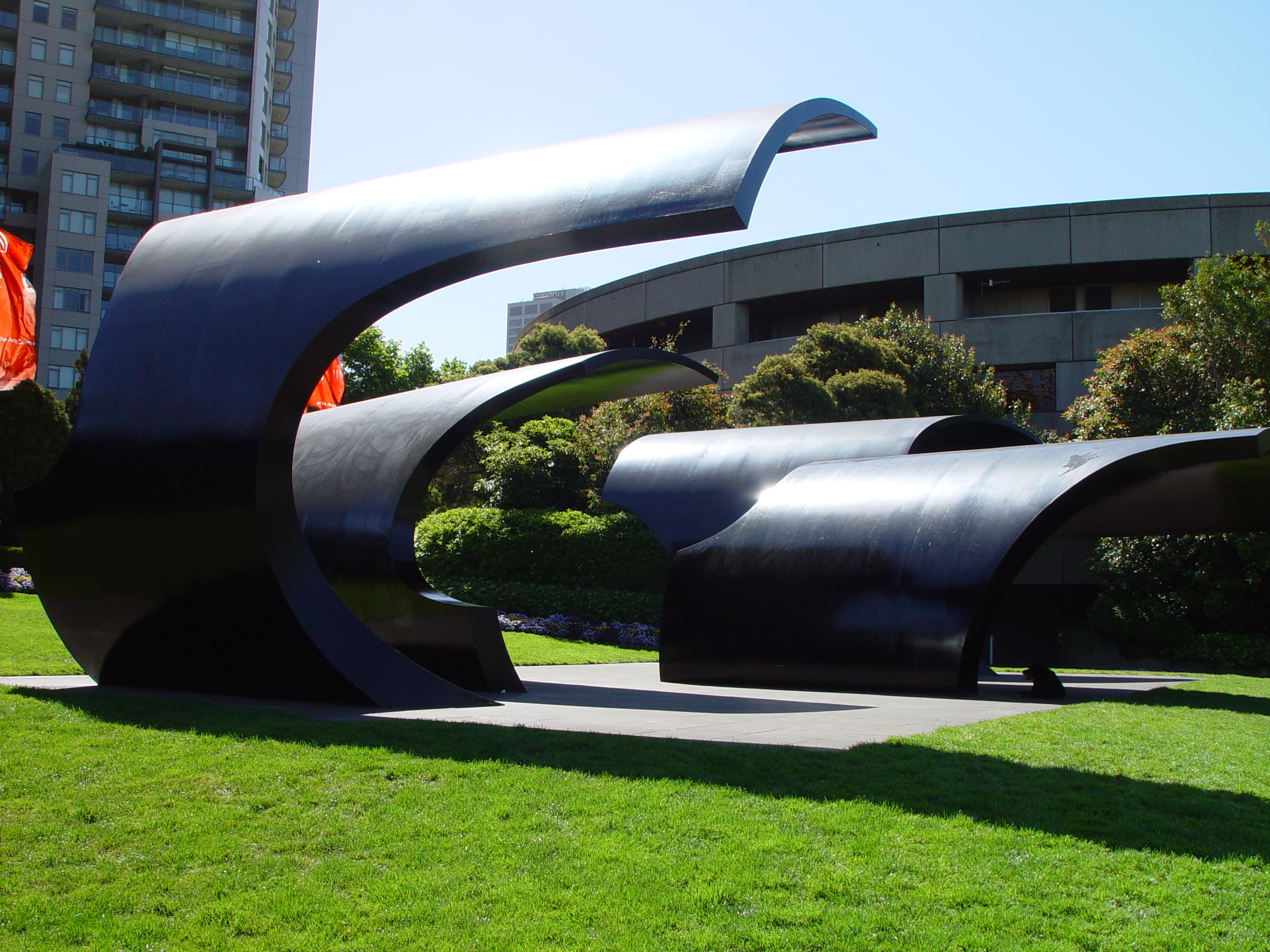
Forward Surge (1976)
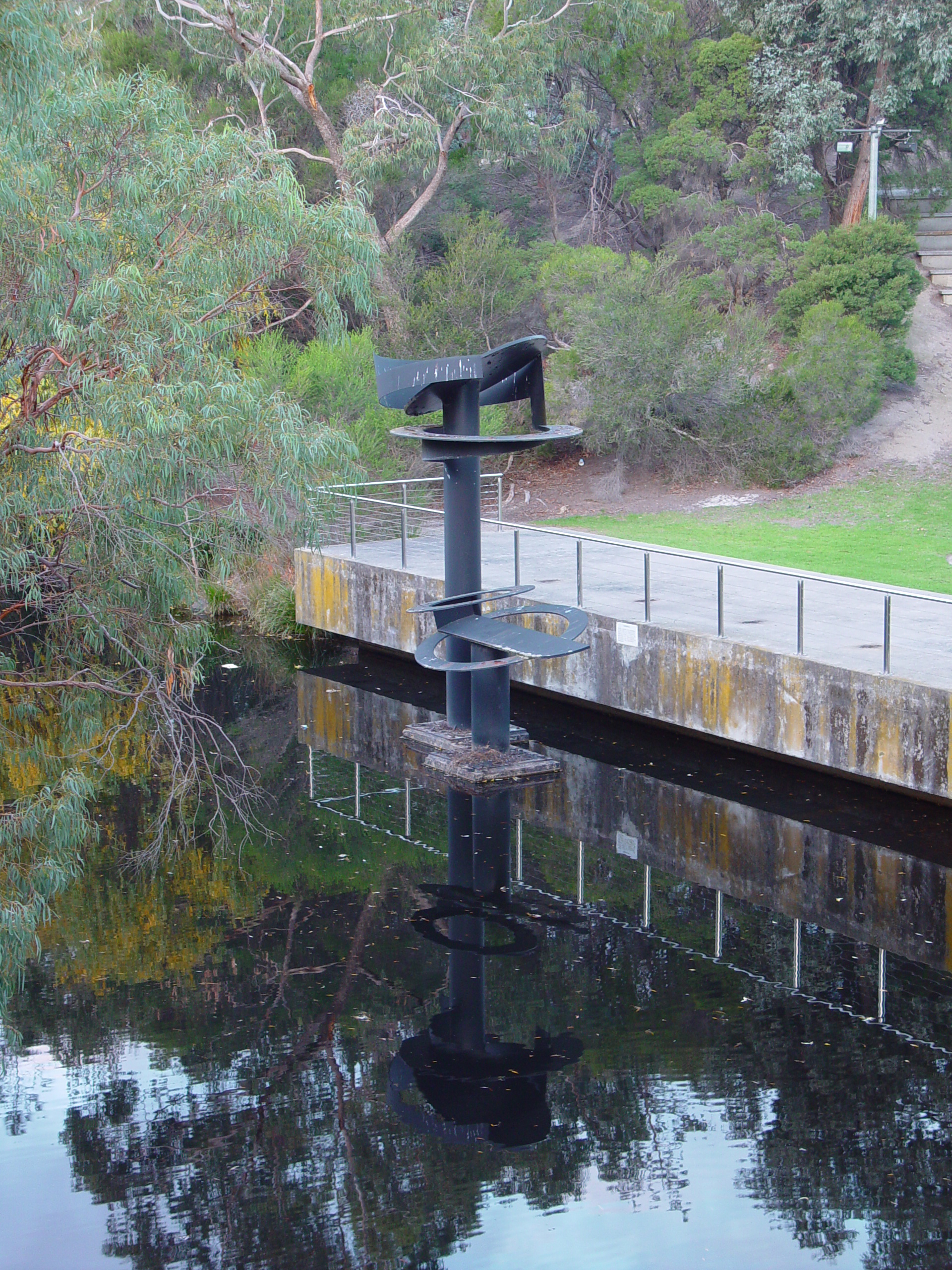
Dialogue of Circles (1976)
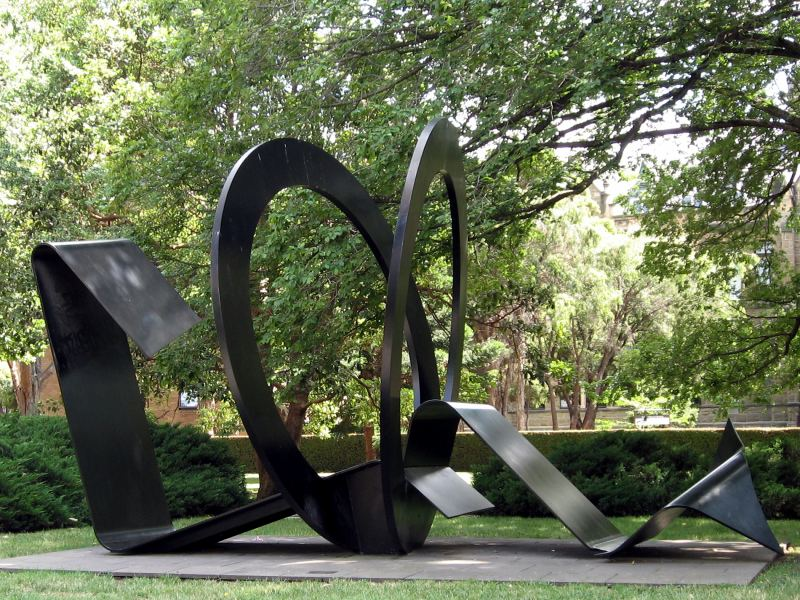
Sun Ribbon (1980)
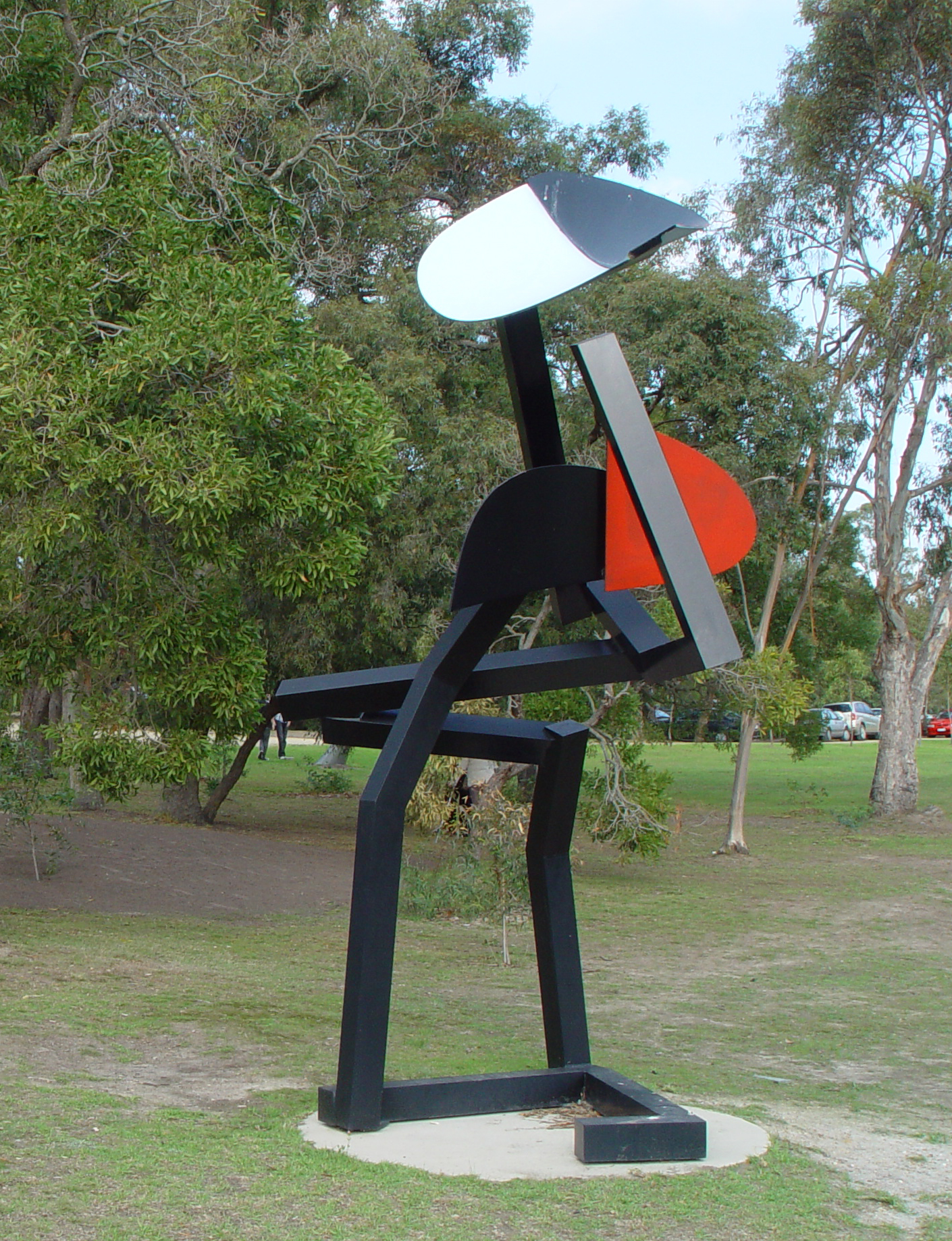
Jabaroo (1984/1985)
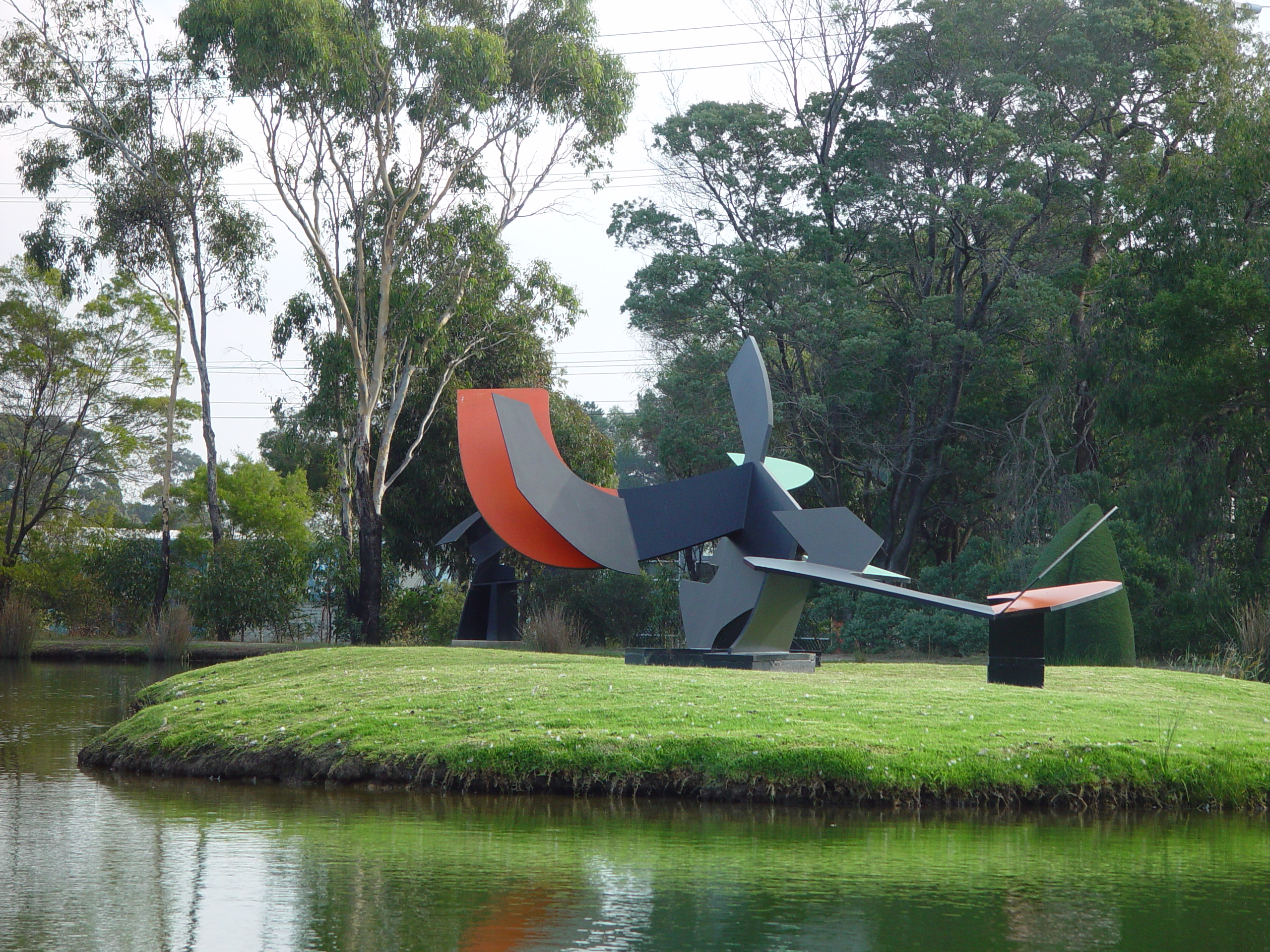
Island Sculpture (1991)
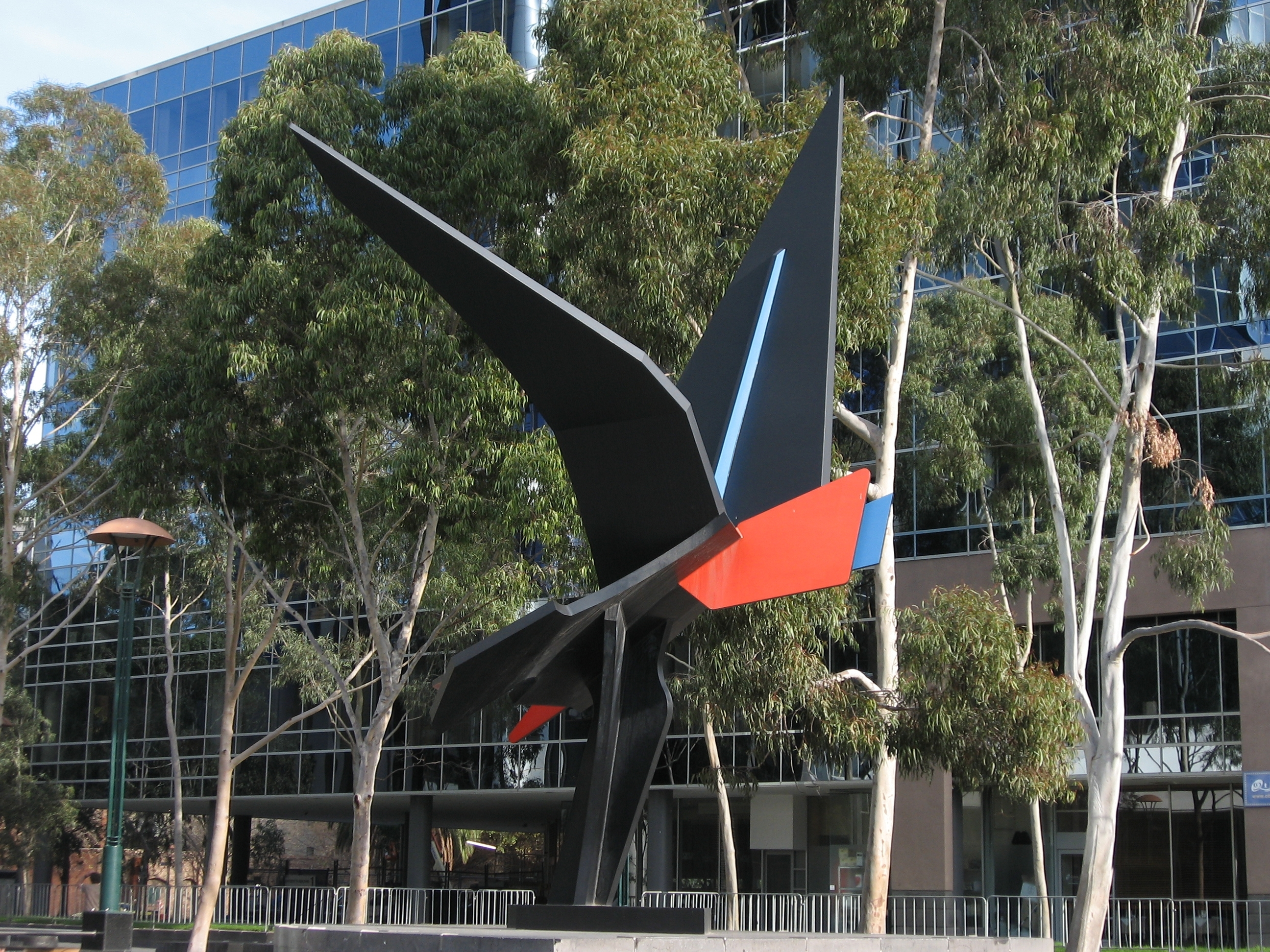
Shearwater (1994/1995)
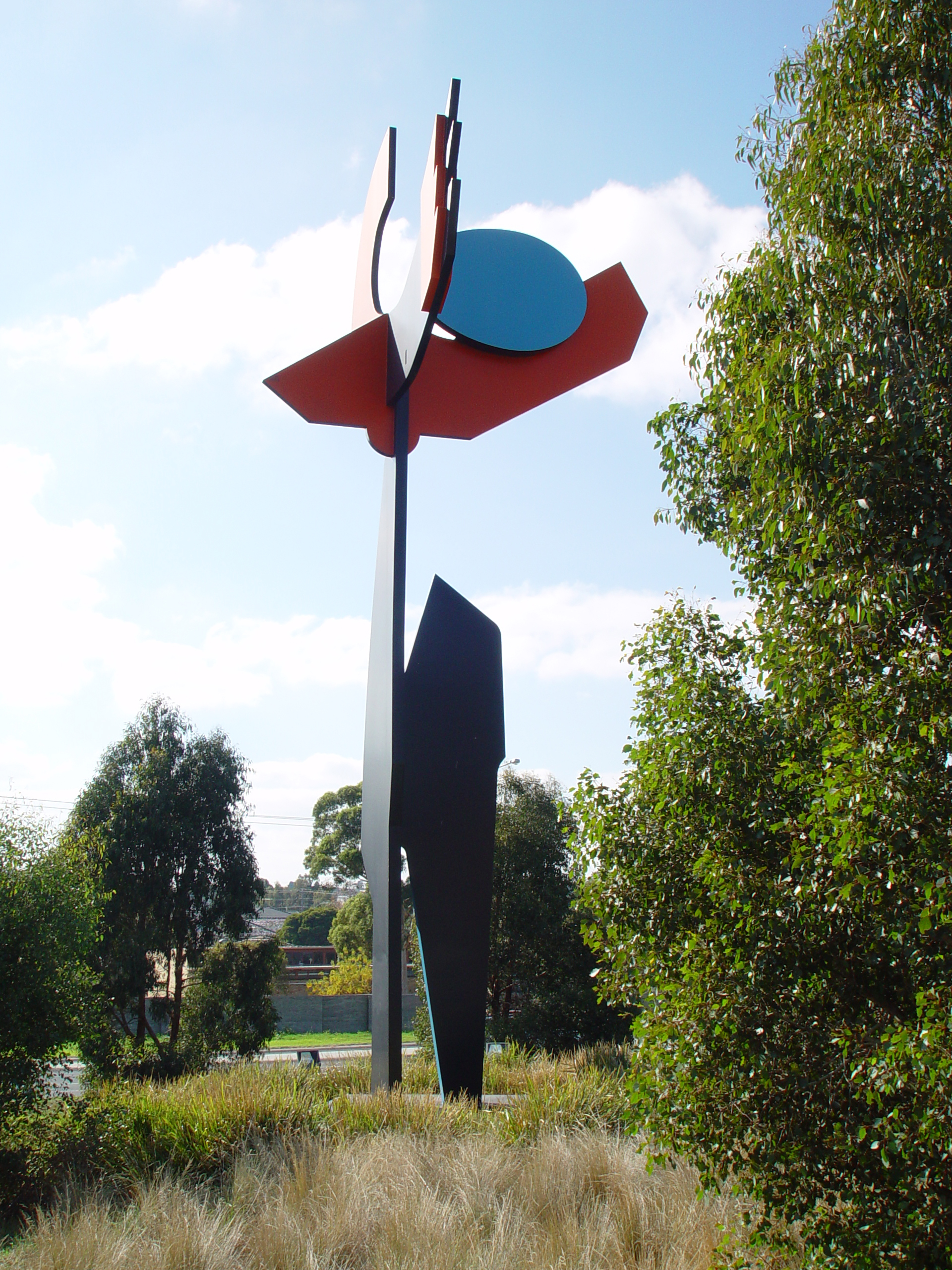
The Sentinel (2000)